# Carlos Fuentes Lemus
Pour les articles homonymes, voir Fuentes.
Carlos Fuentes Lemus est l'un des deux enfants né du mariage de l'écrivain mexicain Carlos Fuentes Macías (ci-après nommé Carlos Fuentes) et de Sylvia Lemus. Il est né le 22 août 1973 à Paris en France et mort des suites d'une embolie pulmonaire le 6 mai 1999 à Puerto Vallarta au Mexique. Carlos Fuentes disait que son fils avait plus de talent que lui : avant tout peintre, il fut aussi poète, photographe, philosophe…

## Biographie
À sa mort, Carlos Fuentes cita les mots de Pascal : « Ne dis jamais : « je l'ai perdu » ; dis plutôt : « je l'ai rendu » ». Il parla aussi de sa mort dans l'abécédaire Ce que je crois (Grasset,  (ISBN 2-246-44741-0)), le livre lui étant d'ailleurs dédié. C'est que sa mort fut un sujet récurrent et oppressant dès sa naissance. En effet, dès sa prime enfance, les médecins découvrirent qu'à la suite d'une mutation génétique, l'enfant souffrait d'hémophilie.
À cinq ans, sans le dire à ses parents, son maître d'école envoie des dessins de l'enfant à New Delhi pour participer à un prix international réservé aux plus jeunes. Prix que Carlos Fuentes Lemus remportera. À partir de ce moment, il ne cessera de dessiner, de peindre. Avec le temps, ses références artistiques s'affirment : Van Gogh et Egon Schiele seront les principales. Il faut y ajouter Jean-Michel Basquiat, le protégé d'Andy Warhol.
Mais ses influences ne sont pas toutes liées à la peinture, son père voyage beaucoup (New York, Majorque, Mexico, Cambridge etc) et ne manque jamais d'emmener avec lui sa bibliothèque. De cette manière et en autodidacte, il découvrira Pascal, Kerouac, Flaubert, Cervantès.
Enfin, ses autres sources d'inspiration sont musicales : Bob Dylan, les Rolling Stones, Jimi Hendrix, Elvis Presley, Janis Joplin ou encore Jim Morrison. 
Joplin, Morrison, Schiele, Basquiat, Hendrix : tous sont morts avant 28 ans... comme lui. S'ils étaient ses modèles, sans doute n'est-ce pas un hasard. Son père avait en effet confié :"Il se sentait très proche des artistes qui moururent jeunes... Ils n'ont pas eu le temps d'être autre chose qu'eux-mêmes".
Ce sentiment d'urgence se retrouve très directement dans sa peinture, son style, que l'on pourrait décrire comme un mélange d'Egon Schiele, et de Jean-Michel Basquiat. Parfois de gros empattements viennent se rajouter sur la toile et font directement référence à Van Gogh, mais de manière assumée et transcendée. Il y a une forte utilisation du noir, du marron et du rouge, de petites touches de blanc venant égayer les toiles. Le tout donne finalement une impression de rapidité, d'urgence, de noirceur, de violence et l'ensemble pourrait être vu comme l'œuvre d'un esprit torturé.

## Quelques œuvres
Peintures
- Portrait d'Elvis Presley (peinture sur papier-Mexico-1994)
- Ours jouant du piano (peinture sur carton-New York-1995)
- Hôpital Angeles (Los Angeles-1997)

Livres
- Surivent les mots:Poèmes (1986-1999), Broché - 218 pages, Éd. Gallimard, 2003,  (ISBN 2-07-076703-5)

Traduit de l'anglais et de l'espagnol par Aline Schulman
- Carlos Fuentes Lemus de Valerio Adami, Ethan Bumas, Carlos Fuentes, Broché - 94 pages, Éd. Somogy, collection monographies et biographies, 2005,  (ISBN 2-85056-810-4)
- Portraits dans le temps, textes de Carlos Fuentes, photographies de Carlos Fuentes Lemus, Broché - 140 pages Éd. Gallimard, 2001,  (ISBN 2-07-075805-2). (portraits croisés de Jackie Kennedy, Audrey Hepburn, Robert Mitchum, Salman Rushdie, Gabriel García Márquez etc)